# پریتسا بوکیچ
پریتسا بوکیچ (انگلیسی: Perica Bukić؛ زادهٔ ۲۰ فوریهٔ ۱۹۶۶) بازیکن واترپلو اهل کرواسی است.
وی در مسابقات کشوری و بین‌المللی در مجموع برندهٔ ۲ مدال طلا، ۱ مدال نقره شده‌است.